# Park prirode Blidinje
Park prirode Blidinje (bośn. Park prirode Blidinje) – obszar chroniony od 1995 roku położony w Bośni i Hercegowinie, w górach Dynarskich, i obejmuje masywy górskie Čvrsnicy i Vrana. Posiada kategorię IUCN III. Pod względem administracyjnym jest częścią trzech kantonów Hercegowiny (hercegowińsko-neretwiańskiego, zachodniohercegowińskiego i kantonu dziesiątego) i pięciu różnych gmin (Mostar, Posušje, Tomislavgrad, Prozor-Rama i Jablanica). Ze względu na swoje cechy geomorfologiczne, bogactwo flory i fauny, jak również piękną i dziewiczą przyrodę, obszar ten otrzymał 24 marca 1995 r. status parku przyrody. Do tej pory na tym wyjątkowym obszarze zidentyfikowano około 1500 różnych gatunków roślin, z których ponad 200 to gatunki endemiczne, reliktowe i subendemiczne. Park krajobrazowy Blidinje znany jest również jako największe siedlisko endemicznej sosny bośniackiej charakteryzującej się białą korą.

## Jezioro Blidinje
Najważniejszym zjawiskiem hydrogeologicznym w parku jest jezioro alpejskie Blidinje, największe tego typu jezioro w Bośni i Hercegowinie. Jezioro to powstało w wyniku cofnięcia się lodowca po ostatniej epoce lodowej.

## Galeria

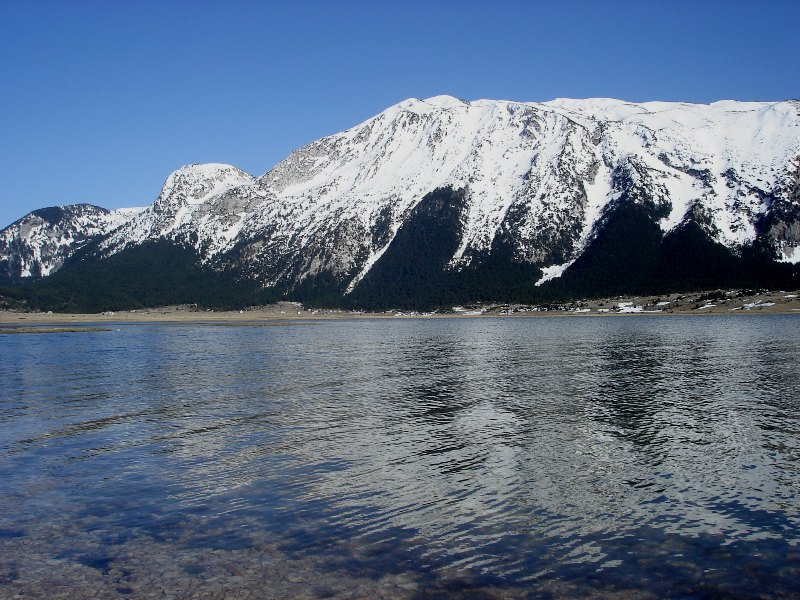
Jezioro Blidinje
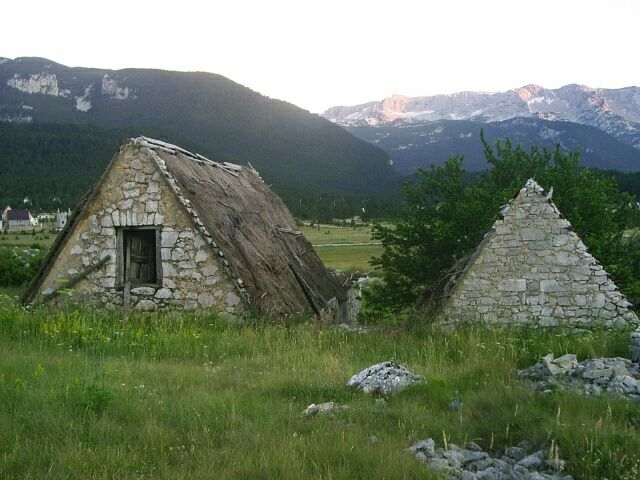
Zabudowania na terenie parku
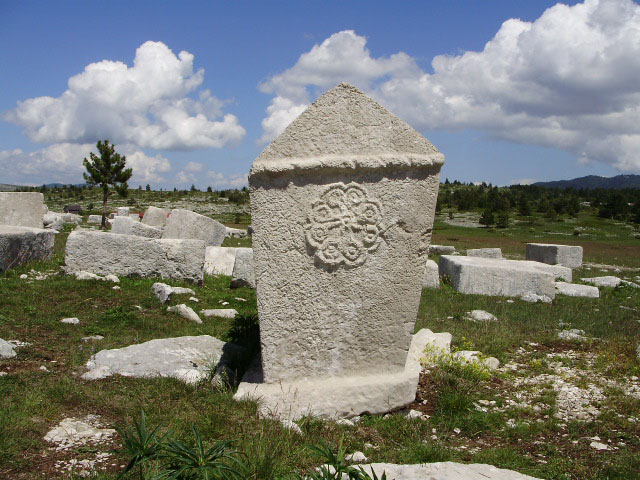
Nekropolia na terenie parku